# Max Doerner
Max Wilhelm Doerner (* 1. April 1870 in Burghausen/Oberbayern; † 1. März 1939 in München) war ein deutscher Maler und Restaurator und Professor an der Akademie der Bildenden Künste in München.

## Leben
Max Doerner studierte in München an der Kunstakademie und war Schüler von Johann Caspar Herterich und Wilhelm von Diez. Seine Malweise entsprach dem Impressionismus, seine Motive suchte er vor allem in der Landschaft um den Ammersee. 
Während seiner Studienaufenthalte in Holland und Italien setzte er sich mit den Techniken der alten Meister der Malerei auseinander und studierte besonders die Technik der Freskenmalerei in Pompeji.  Seine Forschung veränderte grundlegend die bisherige Vorgehensweise der Restaurierung, indem sie sich darum bemühte, die originale Substanz eines beschädigten Kunstwerkes zu erhalten. Seine Veröffentlichung Malmaterial und seine Verwendung im Bilde (München 1921) darf als erstes Standardwerk auf diesem Gebiet angesehen werden und hat sich weltweit verbreitet. 
1911 wurde Doerner Dozent für Maltechnik an der Münchener Akademie, 1921 erfolgte die Ernennung zum Professor. 1937 wurde die „Staatliche Prüf- und Forschungsanstalt für Farbentechnik“ (auch „Werkprüfungs- und Forschungsanstalt“) in München als Reichsinstitut für Maltechnik gegründet, deren Leitung er übernahm. Dieses Institut existiert auch heute noch und heißt nach dem Gründer Doerner Institut; es ist seit 1946 den Bayerischen Staatsgemäldesammlungen angegliedert.
Als herausragender Schüler Max Doerners gilt Kurt Wehlte, dessen Hauptwerk Werkstoffe und Techniken der Malerei das in manchen Stellen leicht veraltete Doerner-Werk sinnvoll ergänzt.

## Veröffentlichungen
- Malmaterial und seine Verwendung im Bilde. Verlag für praktische Kunstwissenschaft, München/Berlin/Leipzig 1921 (Digitalisat)
  - 17. Auflage, neu bearbeitet von Hans Gert Müller, Enke, Stuttgart 1989, neu bearbeitet von Hans Gert Müller
  - 21. Auflage, hrsg. von Thomas Hoppe, Urania, Stuttgart 2006, ISBN 3-332-01830-2